# Lyckan, Lycksele kommun
Lyckan är en ort i Lycksele kommun, Västerbottens län. Lyckan ligger utmed länsväg 365 ungefär 4 kilometer rakt norr om Lycksele.
SCB räknade Lyckan som en småort år 2005, den uppgavs då ha 50 invånare. 2010 återfanns här ingen småort då folkmängden minskade. Men sedan 2015 avgränsar SCB här åter en småort.